# Sojītra
Sojītra är en ort i Indien.   Den ligger i distriktet Anand och delstaten Gujarat, i den västra delen av landet, 800 km sydväst om huvudstaden New Delhi. Sojītra ligger 30 meter över havet och antalet invånare är 19 403.
Terrängen runt Sojītra är mycket platt. Runt Sojītra är det tätbefolkat, med 881 invånare per kvadratkilometer. Närmaste större samhälle är Petlād, 10,7 km sydost om Sojītra. Trakten runt Sojītra består till största delen av jordbruksmark.